# 如来佛祖

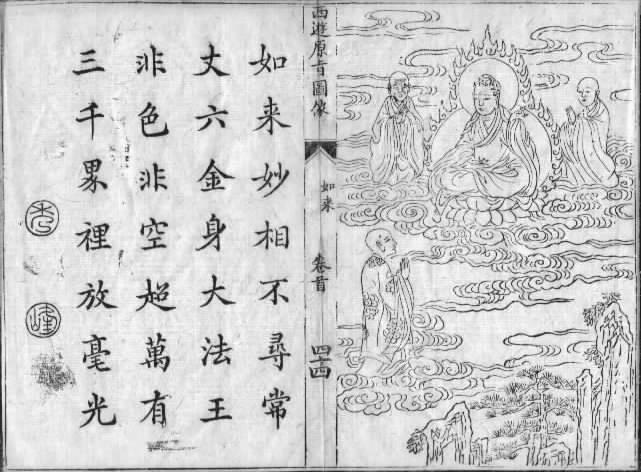

如來佛祖，簡稱如來佛、佛祖、如來、真如，是神魔小說《西遊記》中出現的佛，即是佛教中的釋迦牟尼佛，住在西天靈山大雷音寺。
如来原本是諸佛的通稱，從明朝開始，漢地民間尊稱釋迦牟尼佛為如來佛祖，或稱佛祖，即「佛教之創祖」，簡稱「如來佛」。

## 《西遊記》的如來佛
《西遊記》的如來佛最初在大鬧天宮末期出場，孫悟空在大鬧天宮時，玉皇大帝請如來佛前來救駕，如來佛與孫悟空打賭，孫悟空因跳不出如來的手掌心而被壓於五行山，此後，眾神開“安天大會”，表彰如來佛的大功。
此後，如來佛表示要找南贍部洲的人來取經，度化眾生，觀音菩薩表示自己願往，如來佛賜給觀音袈裟、錫杖和金箍、緊箍、禁箍三個頭箍。
在唐僧取經途中，如來三次出場，第一次是金兜山金兜洞的故事中, 如来佛告诉孙悟空去找太上老君收服独角兕大王，第二次是真假悟空故事中，如來佛分辨出了六耳獼猴。第三次是獅駝嶺的故事中，如來佛收服了大鵬金翅鳥。
最後，唐僧等人到達雷音寺取經。迦葉、阿難向唐僧索討人事（賄賂），唐僧表示沒有準備。于是阿難與迦葉將「無字真經」（暗喻禪宗的不立文字）傳給唐僧，燃燈佛發現唐僧等人拿到無字真經，於是派遣白雄尊者點化唐僧等人，唐僧等人發現，返回雷音寺，想要求取有字的經典，對此如來表示「收人事」是合理的（暗喻修習佛法必須付出代價），唐僧只好將紫金缽盂送給阿難，遂取得五千零四十八卷三藏真經。唐僧等人由八大金剛護送，將三藏真經送往唐朝，之後復返西方，唐僧等人就此得道，如來佛也向他們分封職位。

## 另見
- 菩提祖師
- 唐三藏
- 孙悟空